# Quái vật hồ Loch Ness

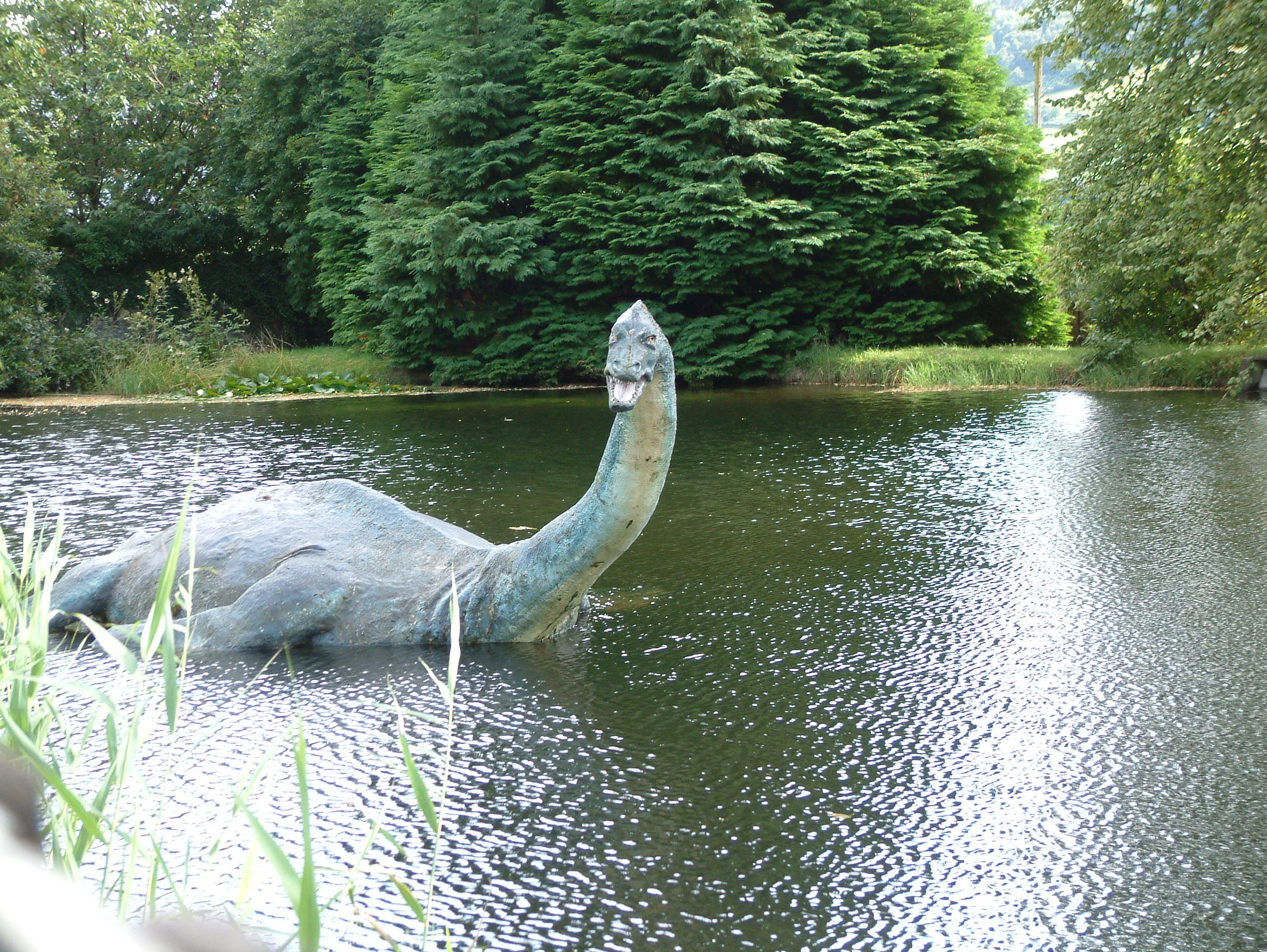
Mô hình tưởng tượng của quái vật hồ Loch Ness

Quái vật hồ Loch Ness, thường còn được gọi là "Nessie" hay "Ness" (tiếng Gaelic: Niseag), là một động vật hoặc nhóm sinh vật bí ẩn và chưa thể xác định được, người ta cho là chúng sống ở hồ Ness (Loch Ness), một hồ nước ngọt có điểm sâu nhất là 230 m (754 feet), gần thầnh phố Inverness tại Scotland. Nessie thường được xếp vào loại quái vật hồ. Bản ghi chép đầu tiên về người tận mắt chứng kiến quái vật là năm 1802. Đó là người nông dân Anderson, anh trông thấy một con vật rất to, dài chừng 45 m, trồi lên mặt nước.
Cộng đồng khoa học giải thích những lần bị cáo buộc nhìn thấy quái vật hồ Loch Ness là trò lừa bịp, suy nghĩa chủ quan duy ý chí và việc xác định sai các vật thể trần tục.

## Nguồn gốc của tên gọi

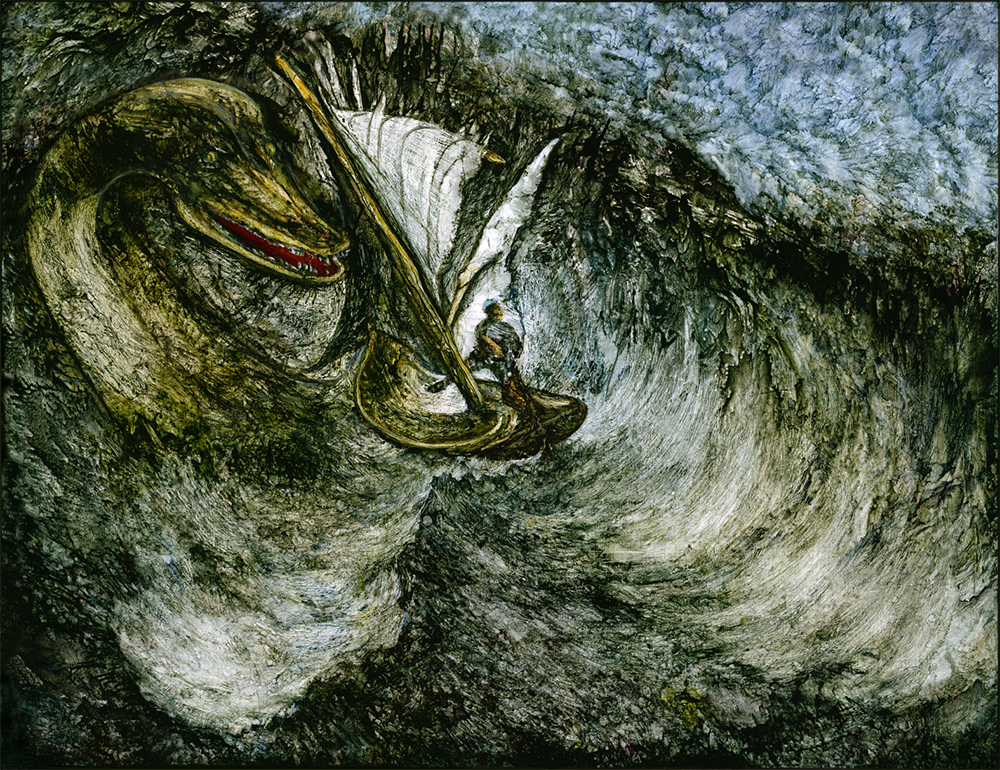
Họa sĩ Heikenwaelder Hugo, Áo với bức tranh sơn dầu Nessie

## Sự phát hiện

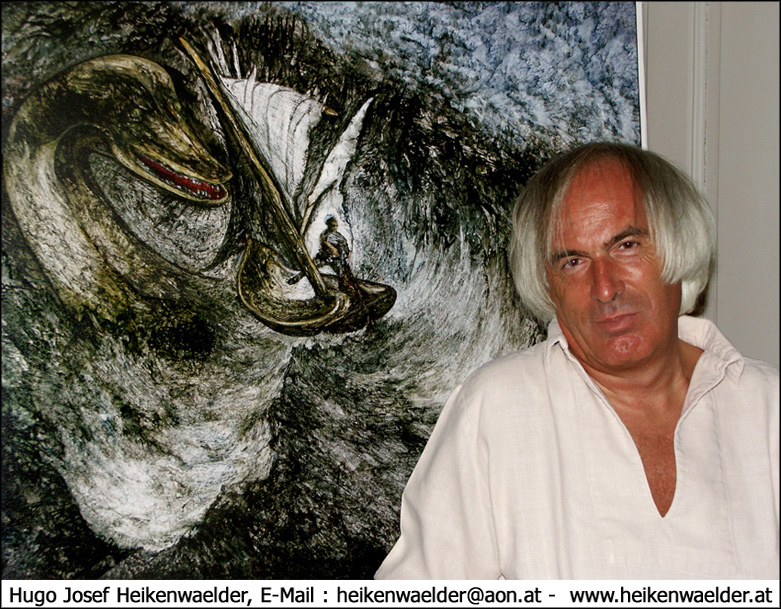
Họa sĩ Heikenwaelder Hugo, Áo với bức tranh sơn dầu Nessie

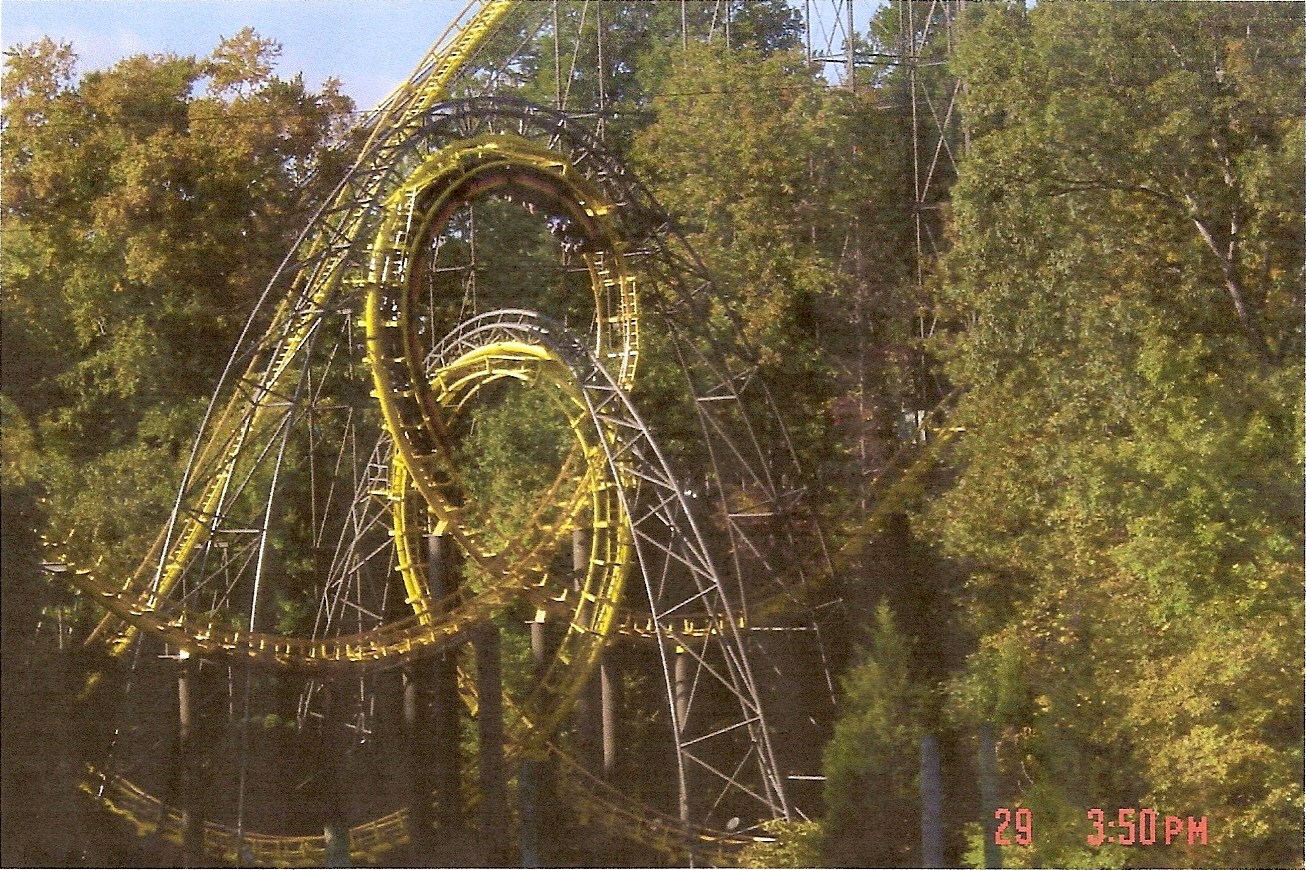
Bức ảnh nổi tiếng về quái vật hồ Loch Ness của Surgeon, chụp năm 1934.